# 100日の郎君様
『100日の郎君様』（ひゃくにちのろうくんさま、原題：백일의 낭군님）は2018年9月10日から10月30日にかけて放送された韓国tvNのテレビドラマである。

## 概要
朝鮮時代を舞台に聡明な世子イ・ユルが宮廷の陰謀に巻き込まれて記憶喪失となり、婚期を逃した庶民の女性ホンシムと結婚させられ100日間「夫婦」として過ごす物語である。

## あらすじ
朝鮮王朝時代。王族の少年イ・ユル（子役：チョン・ジフン）は、高官の娘ユン・イソ（子役：ホ・ジョンウン）に一目ぼれして衝動的に結婚を申し込む。だがそれから間もなく、ユルの父イ・ホ（チョ・ハンチョル）が重臣キム・チャオン（チョ・ソンハ）と結託して王座を狙い、謀反を起こす。イソの父は殺され、ユルの母も邪魔者として葬られ、ユルとイソは離れ離れになってしまう。それから16年後。世子となったユル（ド・ギョンス）は、孤独を抱え、世子嬪のソへ（ハン・ソヒ）にも心を開かず、王宮で孤独に成長する。世子嬪との夫婦仲を家臣たちに責められたユルは、腹立ちまぎれに国中の独身者に結婚するよう命を出す。そんな中、ユルはキム・チャオンの手下の刺客に狙われる。ひとりの村人に助けられ、目覚めたときには記憶を失っていた。一方、イソ（ナム・ジヒョン）は「ホンシム」と名を変え、庶民の娘として暮らしていたが、ユルが出した命令のせいで結婚するよう迫られ、とっさに婚約者「ウォンドゥク」がいるとウソをつく。役人は信じなかったが、「ウォンドゥク」を名乗る男性が現れた。それはなんと、ホンシムの養父が助けたユルだった。 2人はかりそめの夫婦となるが、ウォンドゥクは記憶がなくても中身は高貴な世子。庶民の暮らしにはなじめず、まともに働けず、文句ばかり…こうして2人は夫婦の契りを交わすことになるが…。

## 登場人物
イ・ユル／ウォンドゥク：ド・ギョンス（声：宮崎遊） ／幼少期：チョン・ジフン
世子（王位継承者）でソヘの夫。イソのことが忘れられないでいる。ある日陰謀によって刺客に襲われ記憶喪失になってしまう。ウォンドゥクとして暮らすことになりホンシムの夫となる。
ユン・イソ／ホンシム：ナム・ジヒョン（声：早見沙織）／幼少期：ホ・ジョンウン
元重臣の娘でヨン氏の養女。世子が出した「国中の独身者は結婚すべし」という命令を受けウォンドゥクと結婚する。
チョン・ジェユン：キム・ソンホ（声：前田一世）
漢城府の役人。庶子の出ということで出自を嘲られる事もあるが聡明で誠実な人物。イソに一目惚れする。
ムヨン：キム・ジェヨン（声：保村真）／幼少期：チョン・ジュンウォン
左議政に仕えている刺客。イソの実兄で子供の頃に離れ離れになる。
キム・チャオン：チョ・ソンハ（声：小市慢太郎）
左議政（朝廷の重臣）でソヘの父親。謀反を画策した張本人。　
キム・ソヘ：ハン・ソヒ（声：遠藤綾）／幼少期：チェ・ミョンビン
左議政の実娘で世子嬪。ユルとは政略結婚のためうまくいかないでいる。
イ・ホ／国王：チョ・ハンチョル（声：宮内敦士）
ユルの父親。キム・チャオンに怯えている。
王妃パク氏：オ・ヨナ（声：藤貴子）
王の正室でソウォン大君の母親。ユルの継母。
ソウォン大君：チ・ミンヒョク（声：福西勝也）
王妃パク氏の息子。
ヨン氏：チョン・ヘギョン（声：平野俊隆）
ホンシムの養父。
クンニョ：イ・ミンジ（声：原島梢）
ホンシムの友人。
クドル：キム・ギドゥ（声：河本邦弘）
クンニョの夫。

## 視聴率
| Ep          | 放送日         | 平均オーディエンス シェア | 平均オーディエンス シェア | 平均オーディエンス シェア |               |
| Ep          | 放送日         | AGBニールセン             | AGBニールセン             | TNmS                      |               |
| Ep          | 放送日         | 全国                      | ソウル                    | 全国                      | 参考          |
| ----------- | -------------- | ------------------------- | ------------------------- | ------------------------- | ------------- |
| 第1話       | 2018年9月10日  | 5.026%                    | 5.527%                    | 5.5%                      | [ 6 ] [ 7 ]   |
| 第2話       | 2018年9月11日  | 6.199%                    | 6.882%                    | 5.7%                      | [ 8 ]         |
| 第3話       | 2018年9月17日  | 6.000%                    | 6.229%                    | 5.9%                      | [ 9 ]         |
| 第4話       | 2018年9月18日  | 7.274%                    | 7.814%                    | 7.5%                      |               |
| 第5話       | 2018年9月24日  | 4.362%                    | 4.799%                    | 4.7%                      | [ 10 ]        |
| 第6話       | 2018年9月25日  | 6.923%                    | 7.232%                    | 7.2%                      | [ 11 ]        |
| 第7話       | 2018年10月1日  | 7.991%                    | 8.785%                    | 9.0%                      | [ 12 ]        |
| 第8話       | 2018年10月2日  | 9.223%                    | 9.995%                    | 8.3%                      | [ 13 ]        |
| 第9話       | 2018年10月8日  | 9.089%                    | 9.790%                    | 7.8%                      | [ 14 ]        |
| 第10話      | 2018年10月9日  | 10.263%                   | 10.904%                   | 9.5%                      | [ 15 ] [ 16 ] |
| 第11話      | 2018年10月15日 | 10.120%                   | 10.790%                   | 9.4%                      | [ 17 ]        |
| 第12話      | 2018年10月16日 | 11.170%                   | 12.325%                   | 11.0%                     | [ 18 ]        |
| 第13話      | 2018年10月22日 | 11.333%                   | 12.502%                   | 12.5%                     | [ 19 ]        |
| 第14話      | 2018年10月23日 | 12.670%                   | 13.455%                   | 12.0%                     | [ 20 ]        |
| 第15話      | 2018年10月29日 | 12.159%                   | 13.033%                   | 13.0%                     | [ 21 ]        |
| 第16話      | 2018年10月30日 | 14.412%                   | 15.169%                   | 15.1%                     | [ 22 ] [ 23 ] |
| 平均        | 平均           | 9.013%                    | 9.702%                    | 9.0%                      |               |
| スペシャル1 | 2018年9月4日   | 1.1%                      | 1.188%                    | —                         | [ 24 ] [ 25 ] |
| スペシャル2 | 2018年11月9日  | 1.976％                   |                           | —                         |               |

## スタッフ

### <オリジナルスタッフ>
- 脚本：ノ･ジソル
- 演出：イ・ジョンジェ
- 制作：STUDIO DRAGON, A STORY

### <日本語版制作>
- 翻訳：崔樹連
- 演出：宮地奈緒
- 制作：HALF H・P STUDIO
- 配給：nep

## 日本での放送
- 2019年7月21日から11月3日までNHK BSプレミアムにて、毎週日曜日 21:00-22:00 に日本語吹替（二カ国語）で放送された。
- 2020年5月17日よりNHK総合テレビで放送。
- 2021年9月29日(月曜～金曜朝8時15分)からテレビ東京で放送。
- テレビ愛知で朝ドラW2部で毎週月曜日～金曜日朝9時30分まで放送。
- テレビ大阪で2021年11月24日～12月20日まで毎週月曜日～金曜日11時59分に放送。
- TVQ九州放送で2022年1月17日～2月14日まで毎週月曜日～金曜日朝9時に放送。
- テレビ北海道で2022年2月8日～3月7日まで毎週月曜日～金曜日朝8時に放送。
- テレビせとうちで2022年3月10日～4月6日まで毎週月曜日～金曜日朝8時に放送。
- BS-TBSで2022年4月18日～5月13日まで毎週月曜日～金曜日の12:59-13:55に放送。
- サンテレビで2022年12月9日〜2023年1月11日まで毎週月曜日〜金曜日の13:00-13:55に放送。